# Samsung Galaxy M32
O Samsung Galaxy M32 é um smartphone baseado em Android fabricado pela Samsung Electronics como parte da série Samsung Galaxy M. Ele foi anunciado em 21 de junho de 2021 para a Índia e em julho de 2021 para outros mercados. Suas principais especificações incluem uma tela Super AMOLED de 6,4 polegadas com taxa de atualização de 90 Hz e uma configuração de quatro câmeras com uma câmera principal de 64 MP.